# Церковь Святой Марии и Всех Святых (Чекли)
Церковь Святой Марии и Всех Святых (англ. St Mary's and All Saints' Church, Checkley) — англиканская церковь в деревне Чекли района Стаффордшир-Мурлендс (графство Стаффордшир); самые древние части здания относятся к XII веку — более поздние были построены в период Средневековья и в XVII веке; является памятником архитектуры I класса с 1967 года.

## История и описание
Нижний уровень башни-колокольни церкви Святой Марии и Всех Святых в Чекли относится к XII веку; более поздняя, верхняя часть, была построена уже в «перпендикулярном» (готическом) стиле. Южная дверь, защищенного крыльцом портала, была создана около 1300 года. Неф храма разделён на четыре части, а окна на его верхнем ярусе относятся к XVII веку. Южная галерея выше северной — хотя обе они отчасти относятся к XII веку, позднее они были перестроены. Остроконечная арка, завершающая алтарь с востока, была возведена в начале XIII века. Витражное стекло в алтарных окнах было создано в XIV веке; купель в церкви Марии представляет собой цилиндрическую чашу XII века, украшенную резьбой с Агнцом Божьим и треугольными узорами.
На кладбище к югу от церкви находятся три каменных креста периода раннего Средневековья; они находятся близко друг к другу и исследователи полагают, что они стоят в своих первоначальных местах или рядом с ними. Существует местная легенда, согласно которой кресты были воздвигнуты в память о трех епископах, погибших в битве, проходившей рядом с деревней. Данные кресты считаются одними из лучших среди сохранившихся англо-скандинавских крестов в графстве Стаффордшир. Южный крест имеет высоту в 1,6 метра (5,2 фута), центральный — 1,35 метра (4,4 фута), а северный — 1,43 метра (4,7 фута).